# Доменико да Корелла
Фра Доменико ди Джованни Портези да Корелла (итал. Fra Domenico di Giovanni Portesi da Corella; 1404, Реццато-Боттичино, — 27 октября 1483, Флоренция, Тоскана) — итальянский теолог и религиозный деятель.

## Биография
Фра Доминико был настоятелем церкви Санта-Мария-Новелла во Флоренции, где он прожил почти до сорокалетнего возраста; был также лектором и толкователем текстов Данте Алигьери, провинциалом Тосканы и генеральным викарием Ордена.
В 1469—1470 учебном году ему было поручено прокомментировать «Божественную комедию» Данте: «Магистр Доминик Иоаннис, орден братьев претория, был избран 21 октября 1469 года чиновниками флорентийских исследований для общественного преподавания в городе Флоренции… и в подходящее время у него возникла идея прочитать лекцию о теологии и произведениях флорентийской поэзии Данте».
Доменико да Корелла написал «Историю Флоренции и Матери Божьей» (La istoria di Firenze et la Theotokos), латинскую поэму во славу Девы Марии, которую он завершил в 1468 году и подарил Пьеро Медичи. Первая копия этой поэмы была создана в 1471 году Пьеро ди Джованни Компаньи, учеником Марсилио Фичино; вторая копия была сделана Якопо ди Никколо Кокки Донати и в 1475 году передана в дар Библиотеке Оньисанти во Флоренции, причем в начале книги было помещено посвящение: «Эта книга, в которой говорится о Преславной Богоматери и обо мне, писателе Якопо ди Николо ди Кокко Донати, гражданине Флоренции, была подарена Якопо Николаи Кокко Библиотеке Святого Спасителя, в этот день, 4 октября 1475. Для спасения его души. Я, Якопо Кокки, удостоверяю».
Поэма «Матерь Божия» разделена на четыре книги и пролог, с посвящением Пьеро Медичи. В первой книге автор рассказывает о жизни и смерти Богоматери; во второй раскрывается слава Её Триумфа; в третьей — перечисление церквей, посвященных Мадонне в Риме и Тоскане; в четвёртой части упоминаются церкви, посвященные Деве Марии во Флоренции и её окрестностях. Из последних автор выделяет Пьеве-дель-Импрунета, и Доменико ди Джованни вспоминает монсеньора Антонио дельи Альи, который украсил эту церковь.